# King Fleming
King Fleming, vlastním jménem Walter Fleming (4. května 1922 – 1. dubna 2014) byl americký jazzový klavírista. Narodil se v Chicagu a nejprve hrál na pozoun ve středoškolské kapele. Později studoval na Midwest College of Music a hrál s různými skupinami. V roce 1942 založil vlastní soubor vystupující pod názvem King Fleming and His Swing Band. O rok později Fleming nastoupil do armády, kde se nadále věnoval hudbě coby člen vojenské kapely. Zemřel v roce 2014 v domově důchodců ve městě Manteno ve věku 91 let.